# Старе Секлюки
Старе Секлюки (пол. Stare Siekluki) — село в Польщі, у гміні Стара Блотниця Білобжезького повіту Мазовецького воєводства.
Населення — 384 особи (2011).
У 1975-1998 роках село належало до Радомського воєводства.

## Демографія
Демографічна структура станом на 31 березня 2011 року:
|          | Загалом | Допрацездатний вік | Працездатний вік | Постпрацездатний вік |
| -------- | ------- | ------------------ | ---------------- | -------------------- |
| Чоловіки | 190     | 47                 | 126              | 17                   |
| Жінки    | 194     | 46                 | 120              | 28                   |
| Разом    | 384     | 93                 | 246              | 45                   |